# Yana Yazova
Yana Yazova   (Lom (Bulgaria), 23 de maig de 1912 - Sofia, 9 de juliol de 1974) era el pseudònim de Lyuba Todorova Gancheva, una intel·lectual i escriptora búlgara. També fou coneguda com a Liuba Gantcheva.

## Biografia

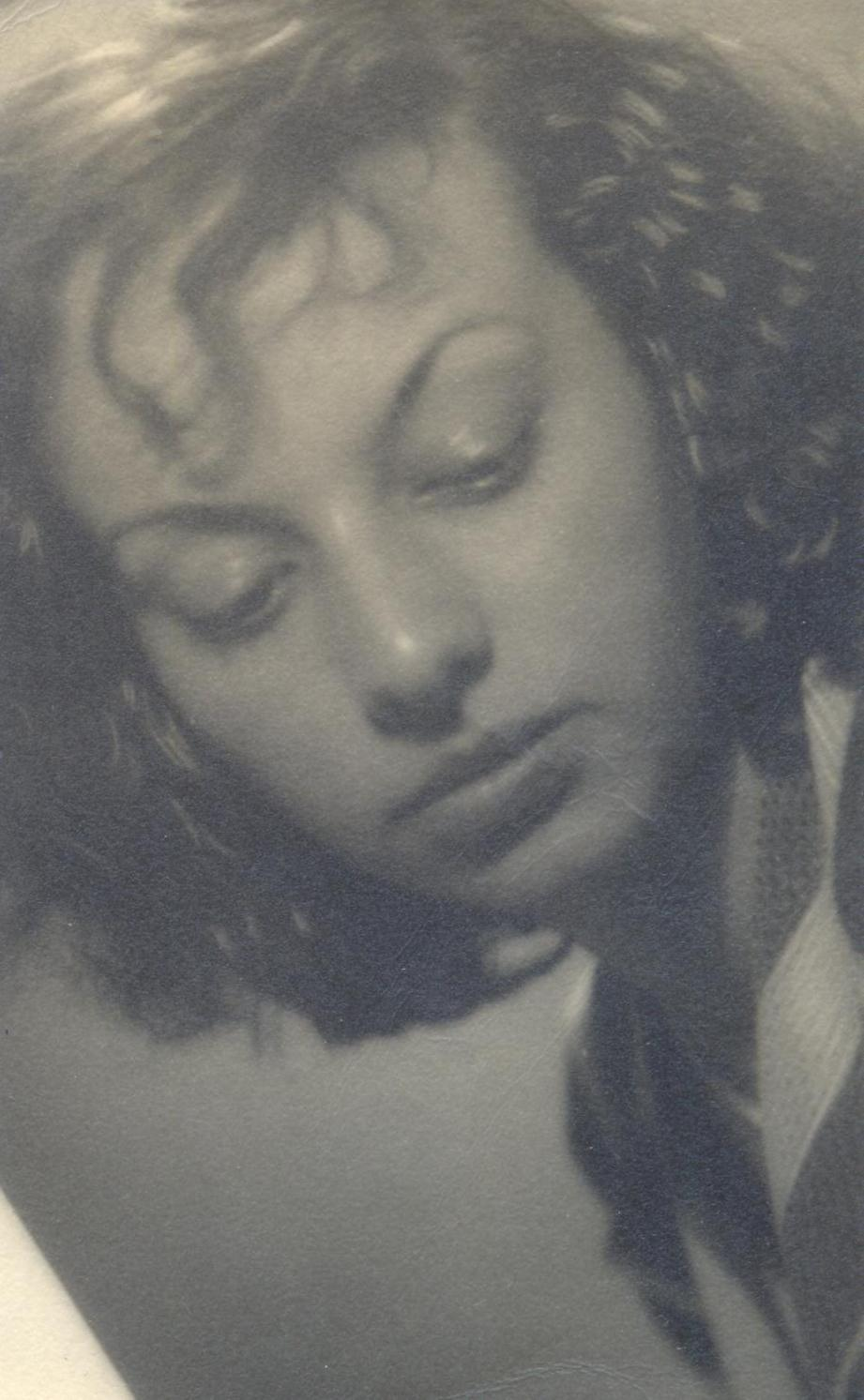
Yana Yazova

Nasqué a Lom i es graduà com a mestra en filologia eslava a la Universitat de Sofia al 1935. Gancheva també estudià filologia francesa en La Sorbona. Publicà una obra històrica dramàtica, The Last of the Pagans i una novel·la, Captain, al 1940. De 1942 a 1943, fou coeditora de la revista infantil Blok amb el professor Alexander Balabanov, el seu mentor i amant. Gancheva estava casada amb un altre home des de 1943. La pressionaren per escriure poesia i promoure el comunisme però, contràriament, preferí romandre reclosa.
La seua poesia fou traduïda a l'esperanto, txec, serbi i ucraïnés. Viatjà molt per Europa i Europa de l'Est i escrigué sovint sobre els seus viatges.
La seua novel·la històrica Alexander of Macedon i la seua trilogia Balkans es publicaren després de la seua mort.
Fou trobada assassinada a la seua casa de Sofia al 1974.

## Obra
- Yazove, poesia (1931)
- Revolt, poesia (1934)
- Crosses, poesia (1935)
- Ana Dyulgerova, novel·la (1936)[2]